# Giant Inverted Boomerang
Giant Inverted Boomerang – model stalowej odwróconej kolejki górskiej typu shuttle coaster holenderskiej firmy Vekoma. Pierwszy egzemplarz wybudowany został w 2001 roku pod nazwą Déjà Vu w parku Six Flags Magic Mountain w USA.

## Instalacje
W roku 2025 na całym świecie istniały 3 działające egzemplarze modelu Giant Inverted Boomerang:
| # | Nazwa                    | Park              | Park                     | Data otwarcia       | Data zamknięcia      | Status       |
| - | ------------------------ | ----------------- | ------------------------ | ------------------- | -------------------- | ------------ |
| – | Déjà Vu                  | Stany Zjednoczone | Six Flags Magic Mountain | 25 sierpnia 2001    | 16 października 2011 | przeniesiona |
| – | Déjà Vu                  | Stany Zjednoczone | Six Flags Over Georgia   | 1 września 2001     | 2007                 | przeniesiona |
| – | Déjà Vu                  | Stany Zjednoczone | Six Flags Great America  | 7 października 2001 | 28 października 2007 | przeniesiona |
| 1 | Stunt Fall               | Hiszpania         | Parque Warner Madrid     | 8 sierpnia 2002     | –                    | działa       |
| 2 | Aftershock               | Stany Zjednoczone | Silverwood               | 21 lipca 2007       | –                    | działa       |
| – | Sky Mountain             | Brazylia          | Mirabilandia             | –                   | –                    | przeniesiona |
| – | ?                        | Brazylia          | Mirabilandia             | –                   | –                    | w magazynie  |
| – | Giant Inverted Boomerang |                   | Jin Jiang Action Park    | 30 września 2011    | 25 stycznia 2025     | usunięta     |
| – | Goliath                  | Stany Zjednoczone | Six Flags New England    | 25 maja 2012        | 2019                 | usunięta     |
| 3 | Quantum Leap             | Rosja             | Sochi Park               | 2014                | –                    | działa       |

## Opis przejazdu
Giant Inverted Boomerang jest kolejką górską typu shuttle coaster, tj. posiada otwarty układ toru, który pokonywany przez pociąg w dwóch kierunkach, raz do przodu, a następnie do tyłu. Pociąg opuszcza stację tyłem, następnie przyłącza się do wózka, który dzięki przeciwwadze wciąga pionowym torem pociąg na szczyt wieży. Na samej górze pociąg zostaje zwolniony z zaczepu i zjeżdża swobodnie, osiągając maksymalną prędkość. Pokonuje trzy inwersje: kobrę (dwie inwersje) o wysokości 33,5 m oraz pętlę o wysokości 31,1 m, po czym wjeżdża na drugi segment napędowy, który dostosowawszy swoją prędkość do prędkości pociągu, łączy się z pociągiem i wciąga go na szczyt drugiej wieży. Na szczycie pociąg znów zostaje zwolniony i pokonuje całą trasę jeszcze raz tyłem. Na końcu przejazdu pociąg wjeżdża jeszcze raz na pierwszą wieżę, gdzie zostaje wyhamowany i powoli opuszczony na stację.

## Problemy techniczne
Model Giant Inverted Boomerang charakteryzował się licznymi problemami technicznymi, polegającymi m.in. na częstych awariach pionowych wyciągów na obu końcach toru i usterkach pociągów, którym często zdarzało się utknąć w trasie podczas przejazdu. W 2016 roku na kolejce Goliath w parku Six Flags New England doszło do poważnej awarii wyciągu, w wyniku której roller coaster był nieczynny przez wiele miesięcy. Trudności techniczne i mało entuzjastyczny odbiór kolejki przez gości parków sprawiły, że model Giant Inverted Boomerang zbudowany został w niewielkiej liczbie 6 egzemplarzy, z czego 3 nadal działają, dwa zostały całkowicie usunięte, a kolejny pozostaje rozebrany i czeka od wielu lat na ponowny montaż.